# Aeroportul McGrath
Aeroportul McGrath (IATA: MCG, ICAO: PAMC, FAA LID: MCG) este un aeroport din Yukon-Koyukuk Census Area⁠(d), Unorganized Borough, Alaska, Alaska, Statele Unite ale Americii ce deservește zona McGrath⁠(d). Aeroportul a fost tranzitat în 2019 de 4.776 de pasageri. A fost numit după zona deservită.
Situat la o altitudine de 104 m, aeroportul dispune de 2 piste. Este operat de Alaska Department of Transportation & Public Facilities⁠(d).

## Infrastructură

### Piste
Aeroportul dispune de 2 piste. Pista 05/23 are suprafața de pietriș și dimensiunile 2.000 picioare × 60 picioare. Pista 16/34 are suprafața de asfalt și dimensiunile 5.936 picioare × 100 picioare. 